# Šalka vas
Šalka vas is een plaats in Slovenië en maakt deel uit van de gemeente Kočevje in de NUTS-3-regio Jugovzhodna Slovenija. De plaats telde 705 inwoners op 1 januari 2020.